# 東フォークランド島
東フォークランド島（ひがしフォークランドとう、East Falkland）とは、西フォークランド島とともにフォークランド諸島を構成する主な2つの島の1つ。

## 概要
面積6,605km2で、フォークランド諸島最大である。人口は約1600人でほとんどは島の北半分に住んでいる。ラフォニア半島と呼ばれる南部とは狭い地峡で繋がっている。
この島にはフォークランドの首都スタンリー（ポート・スタンリー）がある。他の町はポート・ルイス、ダグラス、ポート・サン・カルロス、サン・カルロス、サルバドール、ジョンソンズ・ハーバー、フィッツロイ、メア・ハーバー、グース・グリーン、ダーウィン、ノース・アーム。最高地点は、アスボーン山（705m）。
島には2つの国際空港がある。主要な産業は漁業、牧羊、観光。
東部のチョイセウル湾北岸のバーサー海岸には浅瀬、コンブ目の藻場、岩石海岸、泥炭地、沿岸の淡水ラグーンおよびPoa flabellata、Erigeron incertusの植生があり、フナガモ、マゼランガン、シロコバシガン、クロイソカマドドリ、オタリア、ジェンツーペンギンなどが生息している。2001年に沖合のディレクション島一帯と共にラムサール条約登録地となった。